# 曹景
曹景（1414年—？），字廷彰，直隸應天府句容縣人，民籍，明朝政治人物。進士出身。

## 生平
應天府鄉試第一百九十九名。景泰二年（1451年）辛未科會試第四十二名，殿試登進士第三甲第一百零五名。

## 家族
曾祖曹仲達，贈吏部右侍郎。祖父曹均昂，曾任封翰林院編修，贈吏部右侍郎。 。